# Wiktor Asmajew
Wiktor Karłowicz Asmajew (ros. Виктор Карпович Асмаев, ur. 16 listopada 1947 w Rostowie nad Donem, zm. 12 października 2002 tamże) – radziecki jeździec sportowy. Złoty medalista olimpijski z Moskwy.
Specjalizował się w konkurencji skoków przez przeszkody. Igrzyska w 1980 były jego jedyną olimpiadą. Triumfował w drużynie. Partnerowali mu Wiaczesław Czukanow, Nikołaj Korolkow i Wiktor Poganowski. W igrzyskach tych udziału nie brali jeźdźcy z niektórych krajów Zachodu, należący do światowej czołówki.

## Starty olimpijskie (medale)
Moskwa 1980
- skoki przez przeszkody, konkurs drużynowy (na koniu Reis) –  złoto